# Tuʻipelehake
Tuʻipelehake (ou Tuʻi Pelehake) est l'un des trente-trois titres de la noblesse héréditaire tongienne. Il est l'un des vingt titres de chefferie choisis par le roi George Tupou Ier pour constituer la noblesse moderne en 1875. 
Il a été porté notamment par deux premiers ministres, ainsi que par des membres de la famille royale.
À l'instar des trente-deux autres, le titre est associé à des terres (tofiʻa). Au titre de Tuʻipelehake correspond le territoire comprenant les villages de Pelehake et ʻAlaki sur l'île de Tongatapu, de Vaihoi à Vavaʻu, et de Lotofoa et Fotua à Haʻapai. Tuʻipelehake signifie en effet « chef suprême (tuʻi) de Pelehake ». Le Lord Tuʻipelehake doit se soucier du bien-être des roturiers sous sa responsabilité. Il est de son devoir de répondre à leurs questions et à leurs attentes. Il préside des réunions mensuelles dans son tofiʻa, reçoit les rapports des activités des villages, avalise tout projet et gère la résolution de problèmes,,. 
En outre, le titre permet à son tenant de voter parmi les nobles lors des élections législatives, et d'être élu parmi eux comme Représentant de la Noblesse à l'Assemblée législative. Le titre de Tuʻipelehake permet à son tenant d'être l'un des sept nobles votant dans la circonscription de Haʻapai.
Tenants
1. Prince Siaʻosi Fatafehi Toutaitokotaha, 4e Tuʻipelehake. Cinquième premier ministre des Tonga, exerçant brièvement cette fonction en 1905. Père du roi George Tupou II[6],[7]. À la suite de son décès, le titre fut vacant avant d'être attribué par la reine Salote Tupou III à :
2. Prince Fatafehi Tuʻipelehake (1922-1999), 5e Tuʻipelehake. Second fils de la reine Salote Tupou III. Premier ministre des Tonga de 1965 à 1991[8].
3. Prince Sione ʻUluvalu Takeivulai Ngu Tukuʻaho (1950-2006), 6e Tuʻipelehake. Fils du Prince Fatafehi Tuʻipelehake ; petit-fils de la reine Salote Tupou III et neveu du roi Taufaʻahau Tupou IV. Perçu comme le « prince du peuple », soutenant activement une transition vers davantage de démocratie[9].
4. Prince Viliami Tupoulahi Mailefihi Tukuʻaho (1957-2014), 7e Tuʻipelehake. Frère du Prince Sione ʻUluvalu Takeivulai Ngu Tukuʻaho ; cousin du roi George Tupou V. Ministre de l'Agriculture de 2009 à 2011[10].
5. en attente de confirmation